# Diócesis de Kells
La diócesis de Kells o de Ceanannus Mór (en latín: Dioecesis Cenanensis, en inglés: Diocese of Kells y en irlandés: Deoise na Ceanannus Mór) fue una circunscripción eclesiástica de la Iglesia católica en Irlanda. Se trataba de una diócesis latina, sufragánea de la arquidiócesis de Armagh. Fue suprimida en 1211 y restaurada como diócesis titular en 1969 como diócesis de Kells o Ceanannus Mór. Desde el 8 de febrero de 1994 su obispo titular es Thomas John Curry.

## Territorio y organización

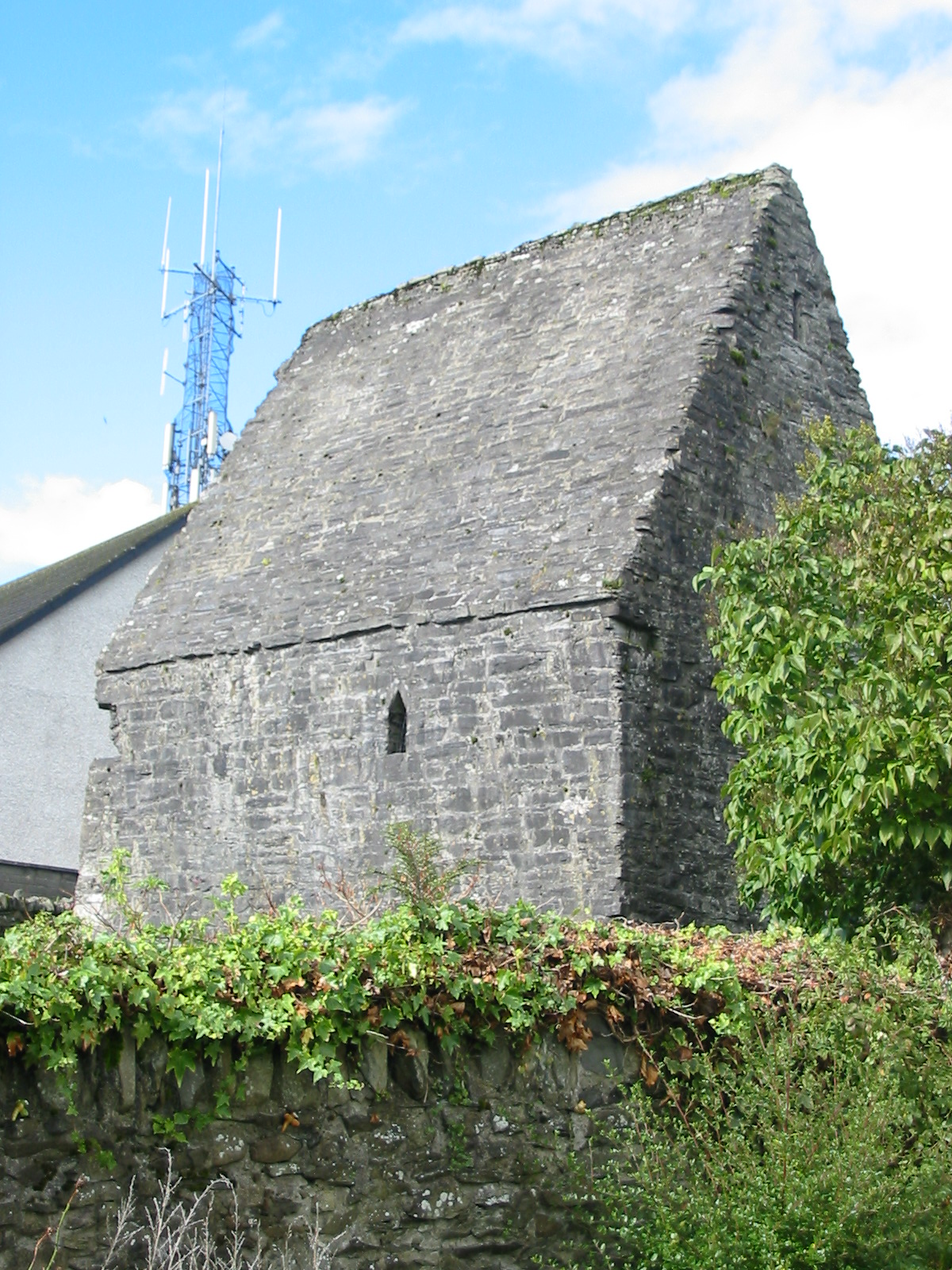
St. Columcille's House, edificio del construido para albergar las reliquias de san Columba de Iona

La diócesis extendía su jurisdicción sobre los fieles católicos de rito latino residentes en parte del Reino de Mide, en el área del condado de Meath en la provincia de Leinster.
La sede de la diócesis se encontraba en la localidad de Kells (o Kenlys). Tras la Reforma protestante, la iglesia parroquial quedó en ruinas. Fue reconstruida en 1578 por orden de Hugh Brady, obispo de anglicano de Meath, como iglesia de San Columba, perteneciendo hoy a la Iglesia de Irlanda.

## Historia
Kells fue uno de los centros monásticos más importantes de Irlanda. La primera fundación cristiana se atribuye a san Patricio, quien, a mediados del siglo V se dice que fundó una iglesia en Ath da Laarg, al este de Kells, que sobrevivió hasta el siglo XII, documentada en una carta de 1114.
Otra fundación se atribuye por tradición a san Columba de Iona (o san Columcille) alrededor del año 554. Esta tradición parece no tener base histórica ya que no hay mención de esta tradición y esta fundación se encuentra en documentos de los siglos  y .
Kells adquirió importancia eclesiástica cuando a principios del siglo IX se convirtió en sede de una abadía fundada entre 806 y 814 por monjes que habían huido de Iona tras ser saqueada por los vikingos noruegos en 795, 802 y 804. Algunas reliquias de san Columba fueron trasladadas a la propia abadía, para lo cual se construyó un edificio especial junto a la iglesia monástica (hoy conocida como la St. Columcille's House). Sin embargo, Kells fue saqueada también por los vikingos noruegos en 919, 950 y 969. Durante los siglos siguientes, y hasta finales del siglo XII, la abadía fue saqueada e incendiada decenas de veces, pero en cada ocasión resurgió y floreció, convirtiéndose en uno de los centros culturales y religiosos más importantes de toda Irlanda.
Kells, como muchos otros centros de la isla, era una abadía con jurisdicción diocesana sobre el territorio circundante y las numerosas y ricas posesiones pertenecientes al dominio monástico. Solo se conoce a un monje con el título de obispo, Mael Finnén Mac Uchtain, quien falleció en 969, viviendo en la época del abad Dub Scuile.
En el siglo XI la Iglesia irlandesa se reformó con el establecimiento de diócesis, inspiradas en la organización eclesiástica continental, que sustituyó a la organización territorial monástica típica de la Iglesia irlandesa. Se celebraron dos sínodos reformistas. La diócesis de Kells no figura entre las diócesis establecidas por el Sínodo de Ráth Breasail en 1111, aunque sí aparece como sufragánea de la arquidiócesis de Armagh en el sínodo celebrado en la abadía de Kells en 1152 (Sínodo de Kells) bajo la presidencia del cardenal Giovanni Paparoni. Ningún obispo de Kells aparece en la lista de los presentes en la sesión inaugural del sínodo, lo que sugiere que la diócesis se estableció durante el propio sínodo y que su primer obispo fue consagrado durante la última sesión.
La primera mención explícita de la diócesis es una escritura de 1172, en la que aparece el nombre del obispo Tadeo de Kells. Algunos autores han identificado razonablemente a este Tadeo con Tuathail O'Conaictaig, obispo de Breifne (posteriormente la diócesis de Kilmore), ya presente en el Sínodo de Kells y fallecido en 1179. Breifne y Kells eran dos sedes próximas entre sí y presumiblemente unidas in persona episcopi.
A la muerte de Tuathail O'Conaictaig, un cisterciense, cuyo nombre se desconoce, fue elegido obispo, pero su nombramiento fue impugnado por Eugenio, obispo de Clonard, quien intentó, en vano, separar Kells de Breifne e incorporarla a su diócesis. Eugenio, sin embargo, parece haber gobernado la sede de Kells hasta su muerte en 1191. El Sínodo de Dublín de 1192 reunificó Kells con Breifne.
Otro obispo anónimo de Kells participó en la controvertida elección del arzobispo Eugene MacGillivider de Armagh en 1202. Un obispo de Kells, nombrado solo por la inicial M., está documentado en una carta de 1211. Este obispo es identificado por algunos autores con Ua Dobailen de Kilmore; los anales irlandeses registran su muerte en el mismo año 1211, mencionándolo explícitamente como obispo de Kells.
Las escasas menciones de la diócesis de Kells entre 1152 y 1211 parecen atestiguar que durante este período la diócesis no tuvo vida propia, sino que estuvo unida a la de Breifne/Kilmore o a la de Clonard/Meath. A la muerte de Ua Dobailen, la diócesis de Kells fue suprimida e incorporada a la diócesis de Meath. A partir de entonces, Kells se convirtió en la sede de un arcedianato de esta diócesis, con jurisdicción sobre los decanatos de Kells, Fore y Slane, que probablemente habían constituido el territorio de la diócesis de Kells. El arcedianato de Kells fue suprimido en 1543, mientras que la antigua abadía erigida en el siglo IX lo fue en 1539.

### Diócesis titular
Desde 1969 Kells figura entre las sedes episcopales titulares de la Iglesia católica como diócesis de Kells o Ceanannus Mór. Desde el 8 de febrero de 1994 su obispo titular es Thomas John Curry, obispo auxiliar emérito de la arquidiócesis de Los Ángeles.

## Episcopologio
- Mael Finnén Mac Uchtain † (?-969 falleció)
- Taddeo (Tuathail O'Conaictaig ?) † (mencionado en 1172)
- Anónimo † (mencionado en 1179)
- Eugenio ? † (?-1191 falleció)
- Anónimo † (mencionado en 1202)
- M. (Ua Dobailen ?) † (?-1211 falleció)

### Obispos titulares
- Mark Francis Schmitt (30 de abril de 1970-21 de marzo de 1978 nombrado obispo de Marquette)
- James Gerard Lennon † (20 de junio de 1980-17 de octubre de 1989 falleció)
- Thomas John Curry, desde el 8 de febrero de 1994